# فواز بخيت
فواز بخيت، لاعب كرة قدم كويتي سابق.
و قد بدأ مسيرته الكروية مع نادي كاظمة، واعتزل معهم في 5 يونيو 2005 مع منتخب الهند لكرة القدم.
و يشغل الآن منصب مدير الكرة في نادي كاظمة.